# Абштрайтер, Тобиас
То́биас А́бштрайтер (нем. Tobias Abstreiter, род. 6 июля 1970 в Ландсхуте) — немецкий хоккеист и хоккейный тренер, главный тренер молодёжной сборной Германии. Член Немецкого зала хоккейной славы (2018).

## Карьера игрока

### Клубная
Всю карьеру провёл в Германии. Воспитанник школы клуба «Ландсхут» из Первой Бундеслиги. В сезоне 1993/1994 присоединился к мюнхенскому «Хедосу», в составе которого стал чемпионом Германии. Следующий сезон провёл сначала в «Мюнхен Маддогс», а затем в «Кёльнер Хайе», с которым также выиграл чемпионат Германии. В сезоне 1997/1998 выступал за «Эрдинг», летом 1998 года перешёл в «Кассель Хаскис». После вылета клуба во 2-ю Бундеслигу перебрался в «Штраубинг Тайгерс», где и закончил карьеру в 2008 году, решив не продлевать контракт.

### В сборной
Всего представлял Германию в 13 международных турнирах на всех уровнях: участник чемпионатов мира 1994, 2000, 2001, 2002, 2003 и 2004, Олимпийских игр 2002 года и Кубка мира 2004 года. Провёл 48 игр, набрал 21 очко.

## Тренерская карьера
В 2008 году был назначен спортивным менеджером клуба «Ингольштадт», с 2009 по 2011 годы был тренером команды «Ландсхут», с 2014 года — «Дюссельдорфа». Три месяца исполнял обязанности главного тренера команды, уступив затем место Гарольду Крайсу. С 2019 года возглавил молодёжную сборную.

## Достижения
- Чемпион Германии: 1994, 1995

## Семья
Есть младший брат Петер, также хоккеист (выступал в сезоне 2006/2007 за «Штраубинг Тайгерс»).